# Kastell Alzey

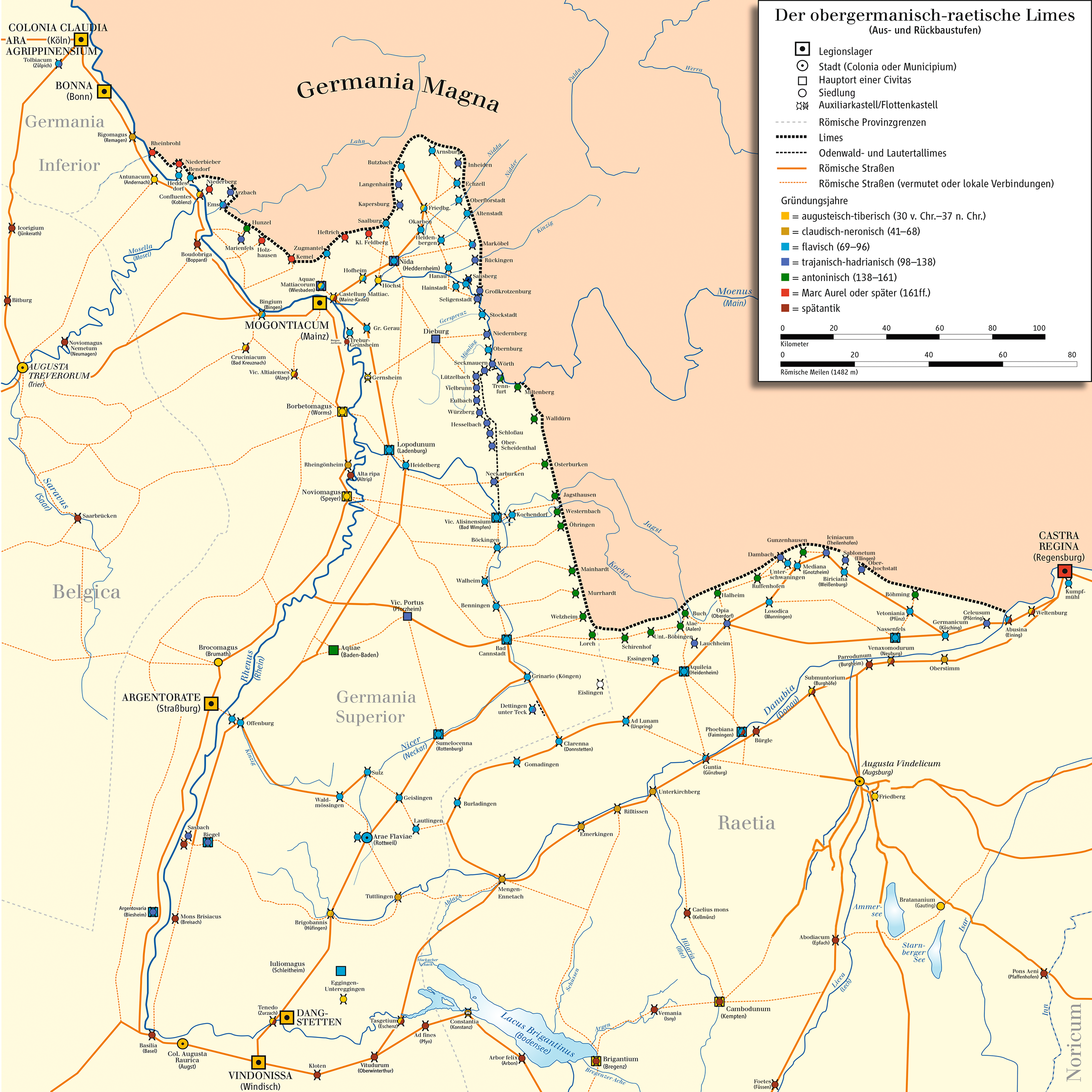
Lage des Kastells am DIRL (Rheinlinie)

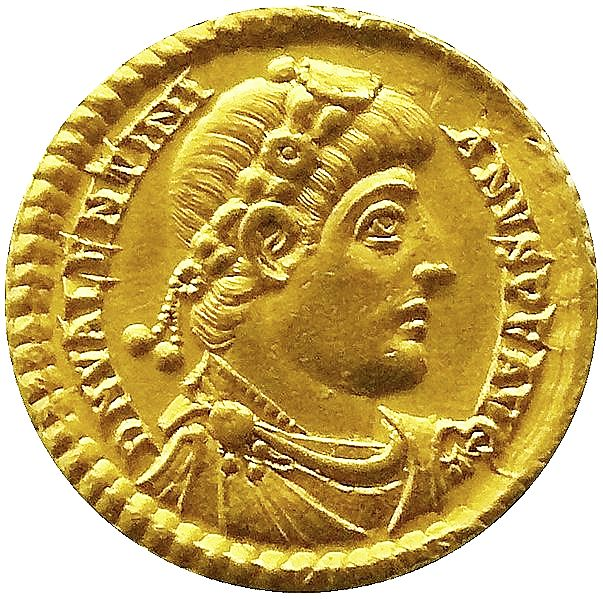
Solidus Valentinian I.

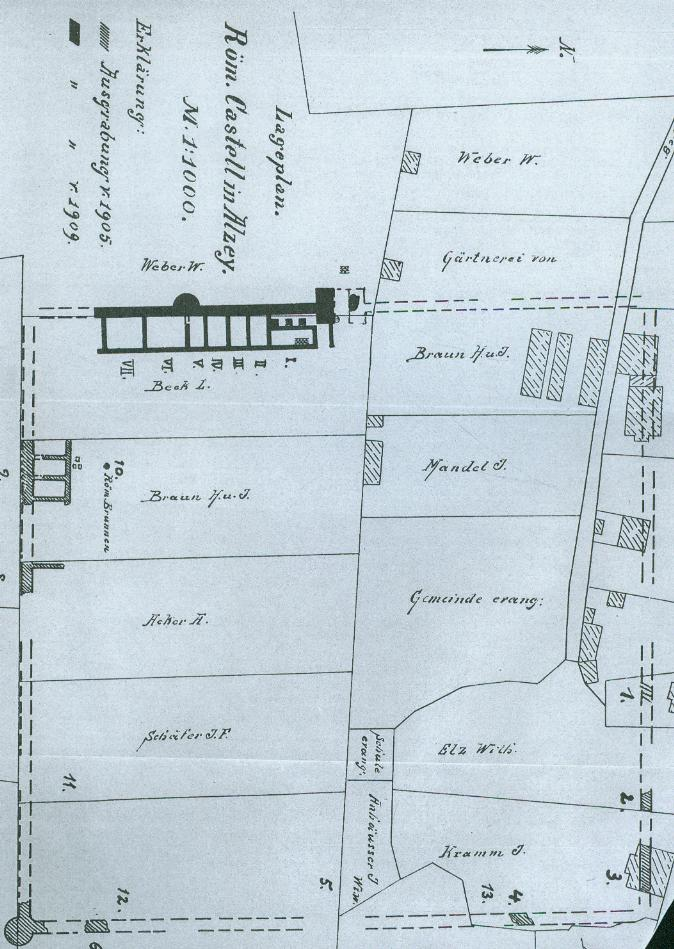
Befundplan nach W. Weber von 1909

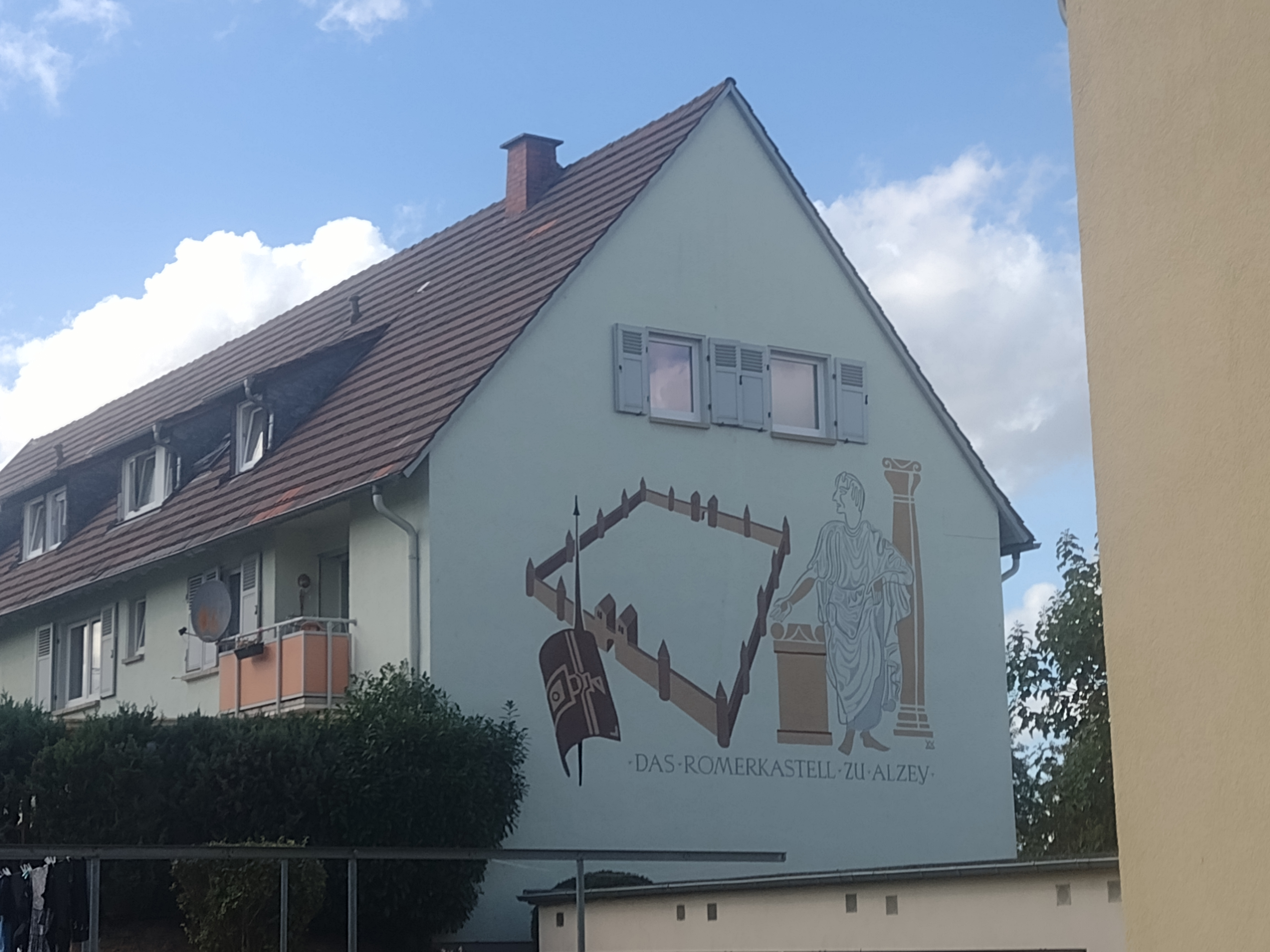
Darstellung des Kastells auf einer Gebäudefassade in Alzey

Das Kastell Alzey, antiker Name Alteium, ist ein ehemaliges römisches Grenzkastell des spätantiken Donau-Iller-Rhein-Limes (DIRL) und liegt auf dem Gebiet der verbandsfreien Stadt Alzey, Landkreis Alzey-Worms/Rheinhessen, im Südosten des Bundeslandes Rheinland-Pfalz in Deutschland. Es wurde vermutlich im Zuge der letzten Ausbaumaßnahmen am Rheinlimes zwischen 367 und 370 n. Chr. unter dem weströmischen Kaiser Valentinian I. errichtet. Vorher bestand hier eine römische Zivilsiedlung (Vicus), Altiaia, die im Jahr 352/353 von alamannischen Stämmen verheert wurde. Auch das Kastell wurde zweimal zerstört und vermutlich gegen Ende des 5. Jahrhunderts endgültig aufgegeben.

## Name
Der antike Ortsname geht möglicherweise auf eine – schon vor der römischen Okkupation bestehende – keltische Niederlassung ab 400 v. Chr. (Altiaia) zurück. Die römische Bezeichnung fand sich erstmals auf der Weiheinschrift eines Nymphenaltars (bei seiner Auffindung als Spolie in der Kastellmauer verbaut), die dort als
- vicani Altiaienses,
- vicus Altiaiensium bzw.
- vicus Altiaiensis

(= Zivilbevölkerung/Siedlung von Altiaia), datierbar auf das Jahr 223, erstmals aufscheint. Die Bedeutung lässt sich aber heute nicht mehr ermitteln. Das spätantike Alteium  (oder auch Altinum) wird nur im Codex Theodosianus erwähnt und leitet sich mit ziemlicher Sicherheit vom Namen der Zivilsiedlung ab. Im Codex wird der Ort einmal als Alteio und das andere Mal wieder als Altino bezeichnet.

## Lage und Funktion
Alzey liegt in Rheinhessen am Westrand des Nordteils der Oberrheinischen Tiefebene auf der linken Seite des Rheins, etwa 30 km von ihm entfernt. Es ist vom Nordteil des Alzeyer Hügellands umgeben, an das sich nördlich das Rheinhessische Hügelland und westlich das Nordpfälzer Bergland anschließt. Die Stadt befindet sich etwa 30 km südwestlich von Mainz und etwa 22 km (je Luftlinie) nordwestlich von Worms. Durch Alzey fließt, teilweise unterirdisch, ein Abschnitt der Selz, ein linker Nebenfluss des Rheins. Das enge Selztal beginnt sich ab Alzey nach Norden hin zu erweitern. Die römische Zivilsiedlung gehörte zur Provinz Germania Superior und wurde von der Provinzhauptstadt Mogontiacum (Mainz) aus verwaltet. Das spätantike Castra Alteium stand nach der diokletianischen Reichsreform auf dem Gebiet der neuen Provinz Germania I und befand sich im südwestlichen Bereich des ehemaligen Vicus, auf einem nach Süden auslaufenden Sporn des Mehlberges. Direkt an einem zur Selz steil abfallenden Abhang. Von hier aus hatte man eine gute Sicht auf das Umland, insbesondere Richtung Norden.
Die Befestigung schützte und überwachte hier vermutlich einen Übergang über die Selz und die Kreuzung der Straßenverbindungen Mainz-Alzey-Metz und Bingen-Kreuznach-Alzey-Worms. Möglicherweise diente das Lager aber in erster Linie zur temporären Unterbringung von Einheiten des mobilen Feldheeres (Comitatenses), da es im Hinterland von Mogontiacum ansonsten nur wenig Unterbringungsmöglichkeiten für größere Truppenkontingente gab. Im Notfall konnte auch der Innenhof zusätzlich mit Zelten zur Unterbringung von Soldaten belegt werden.

## Forschungsgeschichte
Datierbare Funde des vicus reichen bis in die Mitte des 4. Jahrhunderts n. Chr.
Die ersten bekannten Berichte über römische Funde wurde 1783 vom Pfarrer von Dautenheim, Johann Philipp Walther verfasst, der auf einem kircheneigenen Acker alte Fundamente (vermutlich die Reste der Ostmauer des Kastells) ausgraben ließ und dabei auf drei römische Weiheinschriften stieß. 1869 wurden vom Mainzer Altertumsmuseum spätantike bzw. frühmittelalterliche Funde aus Alzey erworben. Es handelte sich um ein vergoldetes silbernes Bügelfibelpaar, eine silberne Nadel, Ohrringe, zwei kleine Scheibenfibeln mit Almandineinlagen und Anhänger, die jeweils reich mit goldenem Filigrandraht verziert waren. Solche Bügelfibeln wurden ausschließlich paarig an den Schultern getragen. Zusammen mit zwei Kleinfibeln, wie beispielsweise kleine Scheibenfibeln, bildeten sie die „Vierfibeltracht“, die typisch für die Frauenmode des 6. Jahrhunderts war. In den 1870er Jahren legte der Lehrer Gustav Schwabe eine Sammlung von römischen Funden an die aber später verloren ging. 1871/1872 kam an der Nordmauer ein Weihealtar der Göttin Sul zum Vorschein. Ein anderer in Alzey aufgefundener Altar war der Fortuna gewidmet. Ein anderes Exemplar wurde der Minerva vom Tuchwalker Vitalianus Secundinus gestiftet. In den Fundamenten des spätantiken Kirchengebäudes im Kastell stieß man auf Fragmente (Spolien) eines Torbaues, der vermutlich ursprünglich an einer Kultstätte des Quellgottes Apollo-Grannus aufgestellt gewesen war. Vermutlich eine Schwefelquelle beim heutigen Finanzamt.
Der Streckenkommissar der Reichs-Limeskommission (RLK), Karl Schuhmacher (1860–1934) und der Heimatforscher Jakob Curschmann (1874–1953) erkannten 1902 einen Teil der Mauer und die Fundamente eines Rundturmes an der Südwest-Ecke. Gärtnereibesitzer Jean Braun, der damalige Eigentümer des Kastellgeländes und späterer Mitbegründer des Museums Alzey, setzte die Nachforschungen fort und entdeckte weitere Mauerreste an der Westseite. Bis 1904 kamen bei Baumaßnahmen weitere Reste der Kastellmauer und beim Friedhof der ehemaligen St. Georgskirche antike Sandsteinplatten und Sarkophagbestandteile zum Vorschein. 1904 grub der Großherzogliche Denkmalpfleger Soltan große Teile der Ostmauer aus. Das Osttor war nur noch sehr schlecht erhalten, es konnte nur festgestellt werden, dass die Tortürme hinter und vor die Mauer vorsprangen. 1906 wurden weitere Fundamente des Kastells entdeckt und teilweise restauriert. 1909 übernahm der Prähistoriker Eduard Anthes (1859–1922) die Aufsicht über die vom Landkreis und Stadt Alzey, vom Historischen Verein des Großherzogtum Hessen und der Römisch-Germanischen Kommission unterstützten Grabungen. Im selben Jahr entdeckte Braun auch das Westtor, dessen Durchfahrt größtenteils mit Steinschutt ausgefüllt war. Der südöstliche Eckturm war von hoher baulicher Qualität und sein aufgehendes Mauerwerk noch in mehreren Schichten erhalten. An der Südmauer entdeckte Braun noch zwei gut erhaltene Räume einer an die Kastellmauer angebauten Kaserne. Die beiden Räume wurden bis auf eine Tiefe von 11,5 Meter ausgehoben. An der Sohle der östlichen Kammer fanden sich viele Tierknochen, vermutlich diente dieser Teil des Gebäudes als Schlachterei, in der westlichen Eisenfragmente und Werkzeuge sowie zwei Steine, die möglicherweise als Ambosse gedient haben. Vor dem Gebäude lag ein Brunnenschacht, der mit Sandsteinplatten abgedeckt war. Bis 1909 waren etwa 62 Meter der Ringmauer aufgedeckt worden. An den meisten der untersuchten Stellen lag sie nur 20 bis 30 Zentimeter unter der Oberfläche. Ihr aufgehendes Mauerwerk war teilweise noch bis zu einer Höhe von 50 bis 60 Zentimeter erhalten.
1925 gelang dem Prähistoriker Wilhelm Unverzagt (1892–1971) die Auffindung der sogenannten „Alzeyer Brandschicht“ die das Ende der zweiten Besiedlungsphase des Kastells markierte. Aus dieser Brandschicht wurde vor allem Keramik des späten 4. Jahrhunderts n. Chr. geborgen. Der Komplex der völkerwanderungszeitlichen Keramik der Ausgrabungen wird in der Forschung heute noch als Hilfsmittel zur Datierung anderer Fundplätze dieser Epoche herangezogen. Mehrere Ausgrabungskampagnen im Kastellbereich wurden auch vom Institut für Vor- und Frühgeschichte der Universität Mainz vorgenommen.

## Fundspektrum
Für die Datierung des Kastells waren vor allem die Münzfunde und ein Ziegelstempel der Legio XXII Primigenia von Bedeutung. Die im Grabungsareal aufgefundenen Gegenstände (hauptsächlich römische Gläser, Keramik) geben teilweise Aufschluss über die Herkunft der Kastellbewohner. Erwähnenswert ist in diesem Zusammenhang ein Kamm mit glockenförmigen Griff, der unter den ostgermanischen Völkern weitverbreitet war. Andere Kammtypen aus Alzey stammen aus elbgermanischen Regionen. Hier aufgefundene halbrunde, kerbschnittverzierte Gürtelschnallenplatten vom Typ Muthmannsdorf wurden vor allem an der Donau sowie bei den Elb- und Ostgermanen beobachtet, aber auch provinzialrömische Typen sind hier vertreten. 1929 entdeckte man in der Südostecke des Kastells eine 5 × 11,5 cm große Kalksteinplatte mit drei eingravierten Büsten und zwei Christusmonogrammen. Es handelte sich dabei um einen frühchristlichen Brotstempel aus dem 4. Jahrhundert mit dem das Brot für die Abendmahlfeier markiert wurde. Der Fund von Spiralfibeln vom Typ Mildenberg, die nicht vor 440 n. Chr. entstanden, markiert die alamannische Besiedlungsphase des Kastells.

## Entwicklung
Das milde Klima, die sanfte Hügellandschaft und fruchtbare Lößböden machten die Region schon früh für Siedler attraktiv. Erste Besiedlungsspuren im Raum Alzey finden sich bereits ab der Jungsteinzeit (Linearbandkeramische Kultur). Später siedelten hier Völkerschaften der Michelsberger Kultur. Gegen Ende des 2. Jahrtausend v. Chr. wanderten Illyrer (Urnenfelderkultur) in die Gegend um Alzey ein. Ab der frühen Latènezeit war die Alzeyer Region von Kelten besiedelt. Als die Römer um das Jahr 50 v. Chr. auch diese Region besetzten, fanden sie hier eine kleine spätlatenezeitliche Siedlung vor, die vermutlich von Angehörigen des Stammes der Treverer und Mediomatriker bewohnt war. Vermutlich stand auch an der Selzfurt, am Schnittpunkt zwei stark frequentierter Straßen, eine keltische Siedlung. Möglicherweise beuteten seine Bewohner auch die nahen Schwefelquellen aus.
Mit der Eroberung Galliens durch Gaius Iulius Caesar wurde die Grenze des Römischen Reiches bis an den Rhein vorgeschoben. In augusteischer Zeit wurden in Bingen, Mainz und Worms Legionslager errichtet. Den Keltensiedlungen folgte der römische Vicus Altiaia, der etwa Mitte des ersten vorchristlichen Jahrhunderts gegründet wurde. Neben der am Rhein entlanglaufenden Limesstraße existierte dort noch eine weitere Straßenverbindung, die von Worms aus über Alzey nach Bonn führte. Unter Trajan erlebte die Region um Alzey seine wirtschaftliche und kulturelle Blütezeit. Zahlreiche Landgüter, wie zum Beispiel die römische Villa von Wachenheim, versorgten die Grenzgarnisonen unter anderem mit Lebensmitteln.
Altitaia wurde Mitte des 4. Jahrhunderts n. Chr. (352/353) von den Alamannen unter Chnodomar niedergebrannt. Auf seinen Ruinen wurde schließlich um 370, im Zuge der letzten römischen Verstärkungsmaßnahmen am Rheinlimes, das spätantike Castrum Alteium errichtet. Sein Name ist im Zusammenhang mit einem zweimaligen Aufenthalt Kaiser Valentinians I. (370 und 373) an diesem Ort belegt, der hier wohl einige Gesetze bzw. Reskripte erließ. Hinweise auf eine frühere Militäranlage konnten nicht entdeckt werden. Trotz der aufwendig konstruierten Verteidigungsanlagen war die Festung, nach Analyse von Münzfunden, nur wenige Jahre von römischen Truppen besetzt. Möglicherweise wurde es schon 383, im Zuge der Ereignisse der Usurpation des britannischen Statthalters Magnus Maximus, komplett geräumt, als der rechtmäßige Herrscher im Westen, Gratian, bei Lutetia (Paris) Truppen zu seiner Bekämpfung zusammenzog. Höchstwahrscheinlich waren die Alzeynser auch Teil von Maxentius’ Armee, mit der er 388 dem Ostkaiser Theodosius I. bei Siscia und Poetovio entgegentrat.
Nach 400 wurden die Comitatenses und Limitanei von Stilicho aus den meisten Rheinkastellen abgezogen, als Kaiser Honorius seine Residenz von Trier nach Arles zurückverlegte und auch das Kernland Italien zunehmend von Barbareneinfällen bedroht wurde. Im Winter 406/407 überschritten einige Germanenstämme, unter ihnen auch die Burgunder, zeitgleich den anscheinend nur unzureichend bewachten Limes zwischen Mogontiacum (Mainz) und Borbetomagus (Worms) und verwüsten die Rheinprovinzen und Gallien. Dabei zerstörten die Vandalen auch das – vermutlich bereits sechs Jahre zuvor aufgegebene – Kastell. Danach ließen sich Germanenstämme als römische Bundesgenossen (Foederati) in den oberrheinischen Grenzfestungen rund um Worms nieder, die ihnen 413/414 per Vertrag von der Zentralregierung in Ravenna zur Besiedlung zugewiesen wurden. Als Gegenleistung mussten sie unter anderem die Grenzverteidigung an diesem Abschnitt übernehmen und zusammen mit anderen verbündeten Germanen und den Resten der regulären Limitanei die Rheingrenze sichern. Angehörige ostgermanischer Stämme sind ab 407 im Kastell archäologisch nachweisbar, vermutlich handelte es sich um burgundische Krieger und ihre Familien. Möglicherweise wurde das Kastell bis 425 auch noch gelegentlich von den Comitatenses genutzt.
Der Vertrag mit den Burgunden hielt etwa 20 Jahre, 436/437 wurde das zunehmend nach Unabhängigkeit strebende Burgunderreich unter seinem König Gundahar (auch Gundicharius oder Gunther genannt) auf Befehl des weströmischen Heermeisters und Regenten Aëtius durch hunnische Hilfstruppen verheert. Die Überlebenden wurden danach in die Region der Sapaudia (dem heutigen Savoyen bzw. Rhonetal) umgesiedelt, erstarkten dort aber im späten 5. Jahrhundert wieder und errichteten in der westlichen Schweiz ein neues Reich. In diese Zeit fiel auch das Ende der zweiten Phase von Alteium und damit auch die Aufgabe des Kastells als römischer Militärstützpunkt. Möglicherweise setzte sich ein Teil der Burgunden mit Unterstützung rechtsrheinischer Stämme gegen die Deportationen zur Wehr, weswegen die Befestigungsanlagen des Kastells unbrauchbar gemacht wurden. Diese Ereignisse fanden auch im mittelalterlichen Epos des Nibelungenliedes ihren Niederschlag und bildeten die Vorlage für die Sagenfigur des Barden Volker von Alzey. Nach Meinung des Archäologen Jürgen Oldenstein könnte es sich bei ihm um den burgundischen Befehlshaber des Kastells handeln.
Um 450 bezogen im Kastell noch einmal alamannische Foederaten ihr Quartier. 454 ermordete Kaiser Valentinian III. seinen Heermeister Flavius Aëtius, wodurch auch die Herrschaft der Römer über die Region um Alzey ihr Ende fand. Nach dem Tod Valentinians, 455, überrannten Franken und Alamannen die Rheinprovinzen und eroberten Köln und Trier. Nach der Schlacht von Zülpich im Jahr 496 wurde auch die Alamannia ein Teil des fränkischen Herrschaftsbereiches und das Lager wurde erneut niedergebrannt. In den Kulturschichten des 6. Jahrhunderts waren nur mehr vereinzelt Besiedlungsspuren zu finden. Zu den spätesten nennenswerten Funden der Spätantike gehört ein Hortfund aus Fibeln, Ohrringen und weiteren kleinen Metallgegenständen, der vermutlich in die Jahrzehnte 480–510 zu datieren ist. Nach dem Tod seines Gründers Chlodwigs I., 511, zerfiel das Fränkische Reich in zwei Teile. Alzey gehörte nun dem östlichen Reichsteil Austrasia mit der Hauptstadt Mediomatricum/Metz an. Ab 843 zählte Alzey nach Abschluss des Vertrages von Verdun zum Ostfrankenreich. 897 wird Alzey erstmals als deutsches Reichslehen erwähnt. Die Ruine des Kastells prägte die Silhouette der Stadt wohl noch bis in die Jahre um 1620, da die Kupferstecher des frühen 17. Jahrhunderts sie zu dieser Zeit auf Vignetten darstellten. Danach wurde sie zur Gewinnung von Baumaterial von der Stadtbevölkerung fast restlos abgetragen.

## Kastell

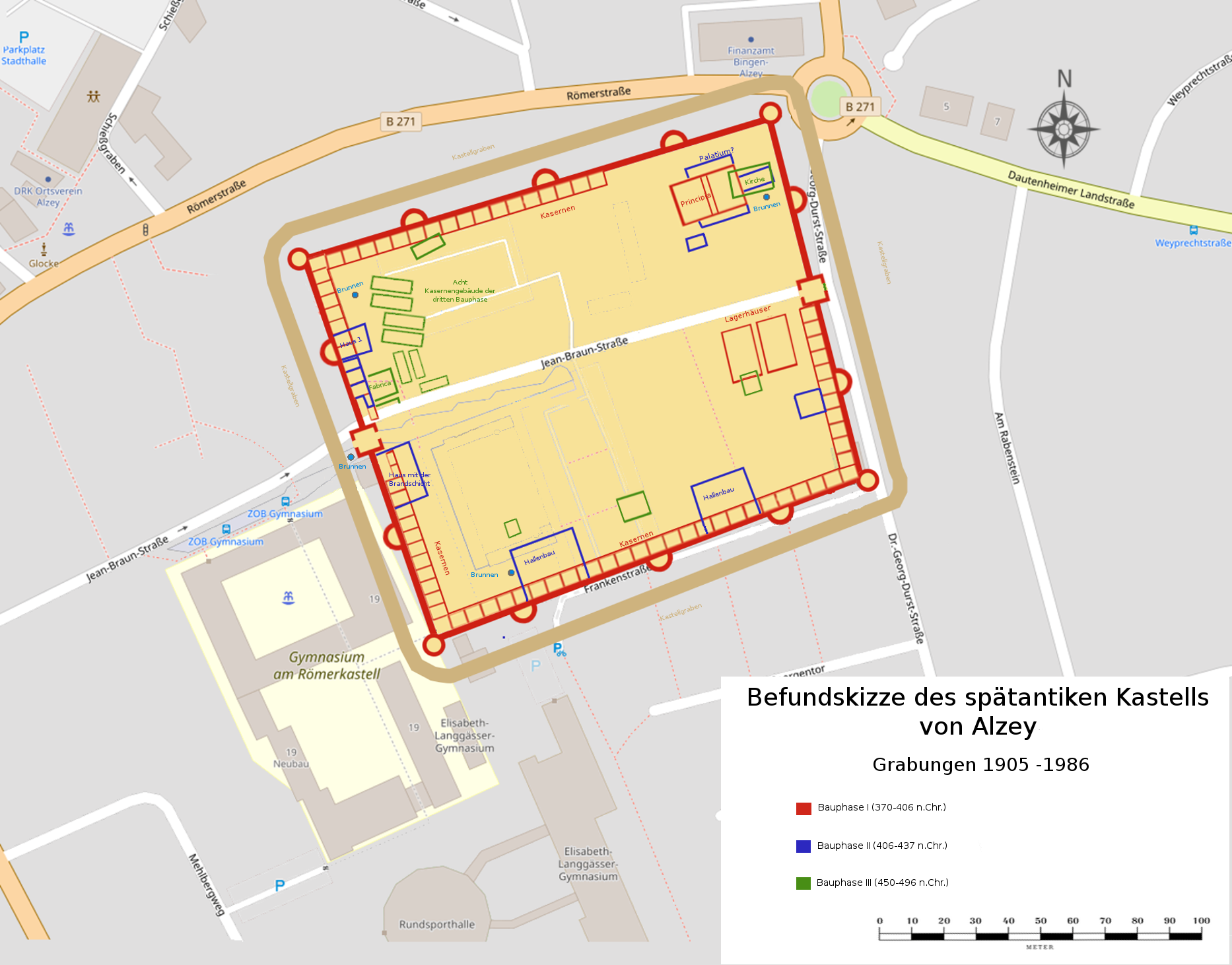
Befundskizze des Kastells, 1909–1969

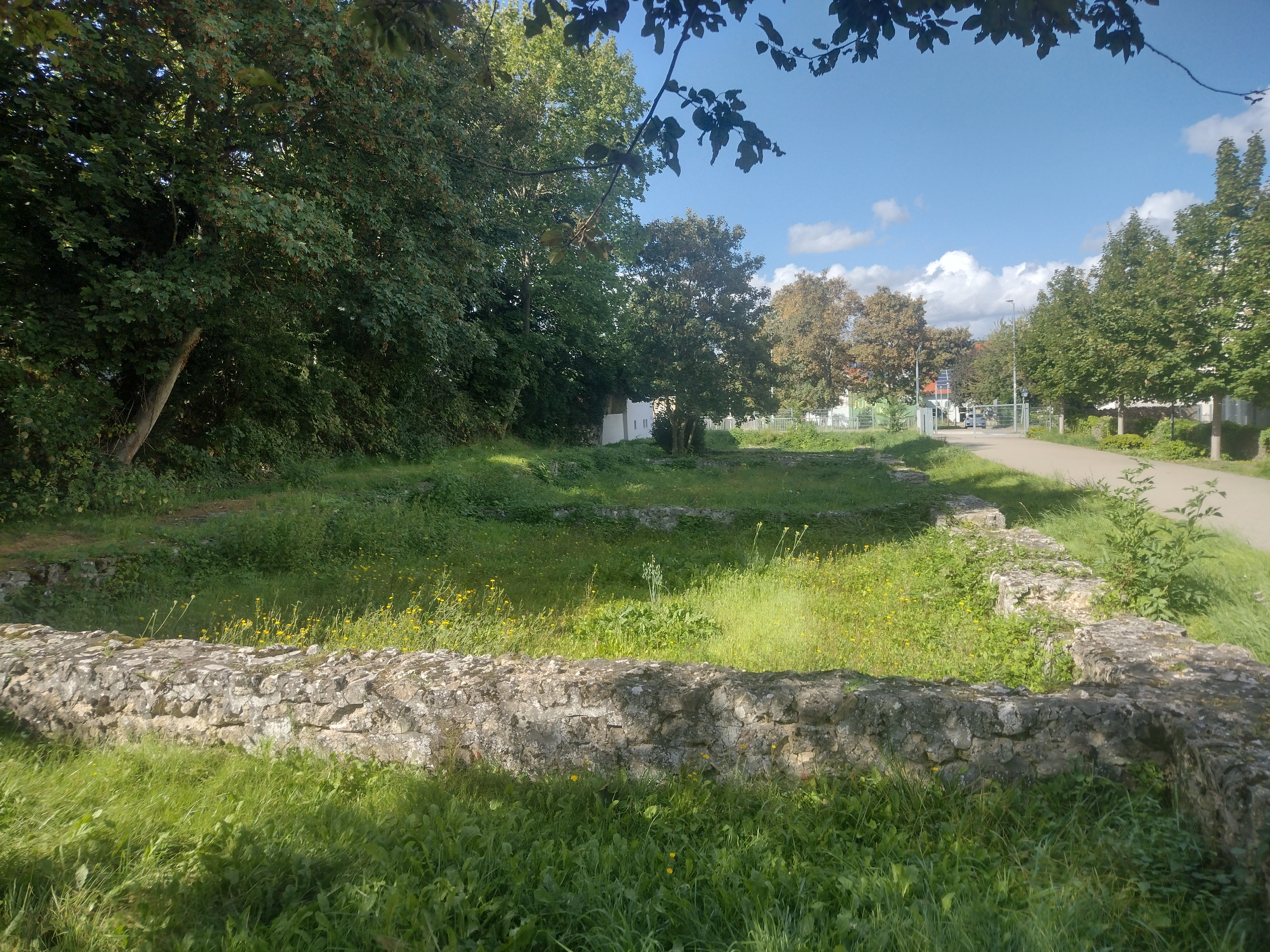
Grundmauern der Kasernen an der Westmauer, Gymnasium

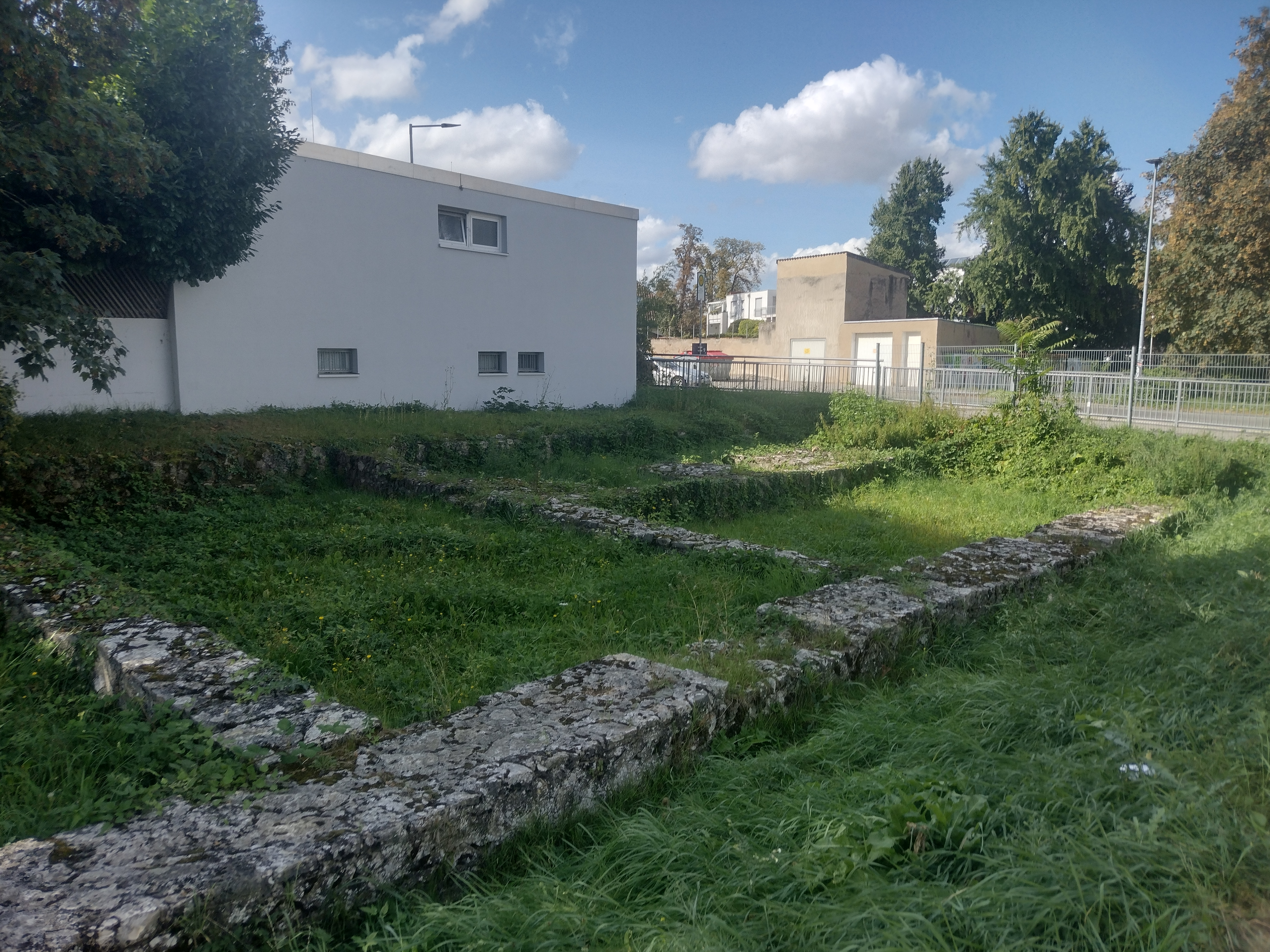
Kasernenmauern am Westtor

Da das Kastellgelände nach Norden hin stark abfiel, wurde es im späten 4. Jahrhundert n. Chr. sorgfältig vermessen und mehrschichtig planiert. Münz- und Ziegelstempelfunde deuten in die Jahre zwischen 367 und 370 n. Chr. Der leicht nach Nordwesten verzogene quadratische Grundriss – Grund dafür war die Miteinbeziehung einer Geländestufe im Norden – maß 163,5 × 159 Meter und bedeckte eine Fläche von 2,6 Hektar. Das Lager zeigte die typischen Baumerkmale spätrömischer Befestigungsanlagen, wie sie sich seit dem 3. Jahrhundert n. Chr. durchgesetzt hatten. Seine Ecken waren abgerundet und mit vorkragenden Türmen zusätzlich verstärkt. Im Inneren fand sich keine Wallaufschüttung (Intervallum) mehr, stattdessen wurden alle Kasernen und Wirtschaftsgebäude – mit Ausnahme des Kommandogebäudes – platzsparend und vor Beschuss relativ sicher – direkt an die Wehrmauer gesetzt. Die Mauer selbst war sehr tief fundamentiert, um ihr Unterwühlen bei Belagerungen zu erschweren. Eck-, Zwischen- und Tortürme kragten ins Glacis vor. Die Wasserversorgung wurde durch drei Brunnen gewährleistet (Standort: NW, SO und SW-Ecke). Der Innenhof wurde durch ein aufwendig angelegtes Drainagesystem trockengehalten, das sich in den Wehrgraben entwässerte. Baulich nahezu identische Lager standen in Bad Kreuznach und Horbourg. Für die Wasserversorgung verfügte das Kastell über mehrere Brunnen, darunter ein 14 Meter tiefer, zweiphasiger Brunnen (zwei Brunnenkegel) im Innenhof. Phase 1 war von einem Puteal eingefasst, von der noch Reste gefunden wurden. Um dieses herum hatte man zusätzlich eine Kiesschüttung aufgestreut die diesen Bereich trocken halten sollte.
Bei Altineum waren grob drei Nutzungsperioden zu unterscheiden:
- Phase 1: valentinianisch,
- Phase 2: burgundisch und
- Phase 3: alamannisch.

### Umwehrung
Die Umwehrung bestand aus einer 160 m langen bis zu drei Meter breiten Mauer, die sich nach oben auf 2,80 bis 2,40 Meter verjüngte. In der Regel reichte das drei Meter breite Fundament der Mauer bis zu 1,80 Meter tief in den Boden. Nach oben schloss es mit einem 0,25 bis 0,30 Meter breiten, nicht abgeschrägten Sockelvorsprung ab. Die Mauer bestand im Wesentlichen aus Bruchsteingussmauerwerk. Das Baumaterial wurde wohl größtenteils bei Abriss der Ruinen des Vicus gewonnen. Um eine gute Mörtelabbindung zwischen Mauerkern und äußere Verblendung zu erreichen, wurde eine Holzschaltechnik angewandt. Die äußere Verschalung setzte sich beidseitig aus handgerecht zugehauenen Kalkstein zusammen, der aus der unmittelbaren Umgebung des Kastells stammte. Spolien konnten nur in der Nordmauer festgestellt werden. Diese Art der Mauertechnik besaß jedoch einige Schwachpunkte, insbesondere dort, an den Berührungspunkten von Schale und Kern und so unterschiedliche Gewichts- und Ausdehnungskoeffizienten aufeinandertrafen. Weiterhin wurde am aufgehenden Mauerwerk erkannt, dass in gewissen Abständen waagerechte Niveauausgleichselemente eingebaut worden sind, die entweder aus flachen Steinen oder Ziegelplatten bestanden (Ziegeldurchschuß). Der Mörtel musste an den Ausgleichsniveaus besonders gut abbinden, bevor man weiterarbeiten konnte, da ansonsten Mauerteile wieder abrutschen konnten.

### Tore
Zugänglich war das Kastell durch zwei Tore, eines im Osten, das andere im Westen. Die Tore waren als Einzeltürme konstruiert (Typ Andernach), die auf rechteckigen, nach innen und außen gleich weit vorspringenden Flankenfundamenten standen. Das Westtor ruhte auf einem 1,50 Meter starken Fundament und besaß eine rund 2,50 Meter breite Durchfahrt. Der 4,80 Meter breite langrechteckige Turm sprang nach außen 3,20 Meter und nach innen 3,10 Meter vor. Die Durchfahrt und ein Teil der nach Westen führenden Ausfallstraße waren mit Steinplatten gepflastert, auf denen sich Wagenradspuren fanden. Im etwas breiteren, als Haupttor (porta praetoria) fungierenden Osttor fand sich zusätzlich ein erhöhter Fußweg. Im 5. Jahrhundert wurde es von den alamannischen Besatzern vermauert.

### Türme

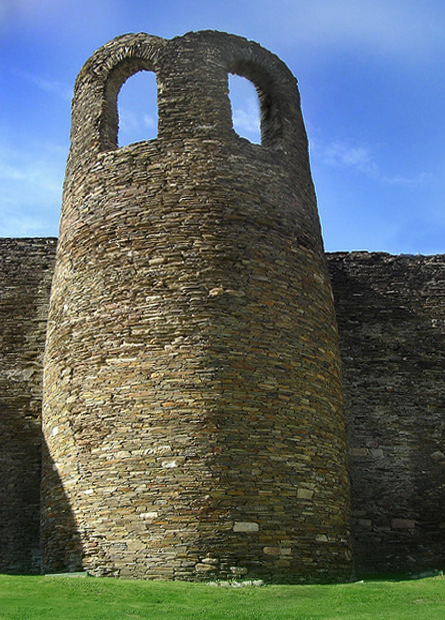
Bis ins Obergeschoss erhalten gebliebener, spätantiker Halbrundturm in Lugo (E)

Die Kastellmauer war in regelmäßigen Abständen mit vermutlich 14, etwa zwölf Meter hohe Türme (an den Langseiten und Ecken) versehen. Die Ecktürme hatten eine Dreiviertelkreisform, standen auf rechteckigen Fundamentplatten und ragten nicht in das Kastellinnere hinein. Sie waren von innen begehbar und wiesen eine Mauerstärke von 2,40 bis 2,60 Meter auf. Die ebenfalls innen hohlen Zwischentürme standen ebenfalls auf quadratischen Fundamentplatten und sprangen halbrund vor die Kastellmauer vor. 1909 konnte ein Zwischenturm zwischen Westtor und Südwest-Ecke genauer untersucht werden. Seine Front kragte halbrund aus der Kastellmauer vor und besaß einen Durchmesser von 6,30 Meter. Das aufgehende Mauerwerk war noch vier Steinreihen hoch (Höhe 0,60 Meter) erhalten. Das Fundament war quadratisch und mit der Kastellmauer verbunden, die an der Innenseite noch durch einen 0,10 Meter starken Risalit verstärkt wurde.

### Graben
Als Annäherungshindernis hatten die römischen Baumeister in der ersten Bauphase rund elf Meter vor der Wehrmauer einen 7,8 Meter breiten und etwa 3,20 Meter tiefen Spitzgraben ausheben lassen. Möglicherweise war das Kastell auch von zwei Gräben umgeben. Ob er an den Toren unterbrochen war, konnte nicht mehr festgestellt werden. Er wurde später von den Burgunden teilweise in einen einfacheren, bis zu acht Meter breiten Sohlgraben umgewandelt.

## Innenbebauung
Ost- und Westtor wurden durch die Lagerhauptstraße miteinander verbunden. Über weitere Straßen im Lagerinnern ist nichts bekannt.

### Phase 1
Die Innenbebauung der valentinianischen Bauperiode war noch sehr sorgfältig ausgeführt worden und bestand aus langgestreckten, mehrstöckigen, in einzelne Kammern unterteilte Lager- und Kasernengebäuden, die an ihrer Rückseite direkt an die Wehrmauer (West-, Süd- und Ostseite) angebaut waren. Die Kasernenmauern waren verputzt. Die Bauten reichten vermutlich bis in die Kastellecken, sicher nachgewiesen werden konnte dies aber nur bei der NW-Kaserne. Ihre Kammern waren in regelmäßigen Abständen angelegt und maßen im Durchschnitt 8 × 5 Meter. Die Zwischenwände waren 0,60 bis 0,73 Meter stark. In einigen Räumen konnte ein Boden aus flachen Steinplatten beobachtet werden. In den Eingangsbereichen befand sich nur ein Estrich über den wohl Holzdielen gelegt worden waren. Raum I der Westkaserne verfügte zusätzlich über eine einfach konstruierte Hypokaustenheizung. Die Fundamente der Kammern an der Westmauer sind heute noch sichtbar. An der Südmauer fanden sich an den Kasernenfronten auch Spuren eines von einfachen Holzpfosten abgestützten Daches für einen den gesamten Innenhof umlaufenden Wandelgang (Portikus). Man vermutet, dass die zweistöckigen Kasernenblöcke in insgesamt 234 Kammern unterteilt waren, in denen bis zu 2000 Mann untergebracht werden konnten. Im Gegensatz zum Kastell Altrip scheinen die Kasernenkammern in puncto Maßen exakt ausgeführt worden zu sein. Man kann dies zwar nicht mit letzter Sicherheit beweisen, aber nach allen neuzeitlichen Grabungsergebnissen hat sich sowohl für die Südwest- als auch die Nordwestkaserne nachweisen lassen, dass ihre Ausmaße nahezu identisch gewesen sind. Sie konnten nur im Bereich der Torturmkammern und der Eckkammer nicht eingehalten werden, weil diese etwas anders konstruiert waren. Der Innenhof war, wie oft an spätantiken Kastellen zu beobachten, völlig von Bebauung freigehalten worden. Diese Art der Raumausnutzung war bei größeren Kastellen in den westlichen Provinzen aber eher die Ausnahme. Durch die direkt hinter den Mauern angesetzten Gebäude und die starke Befestigungen konnte das Lager auch von einer zahlenmäßig kleinen Besatzung erfolgreich verteidigt werden. Teile der Kasernenblöcke wurden wohl zwischen 388 und 407 von durchziehenden Vandalen zerstört.
An der NO-Mauer, bzw. in der Nordostecke standen keine Kasernen. Hier befand sich ein größeres, mehrphasiges und freistehendes Gebäude, das als Lagerkommandantur (Principia) angesehen wurde. Sie hatte einen langrechteckigen Grundriss und war durch einen 3 Meter breiten Mittelkorridor in zwei gleich große (13,35 × 16,50 Meter), saalartige Innenräume aufgeteilt. Die Frontseite orientierte sich nach Süden.

### Phase 2
Der Wiederaufbau des Kastells in der burgundischen Zeitperiode folgte speziell im Innenbereich nicht mehr dem vorgegebenen Muster. Man renovierte die noch verwendbaren Kasernen, stattete sie mit neuen Holzböden aus und legte die Kastellbrunnen wieder frei. Zu stark zerstörte Bausubstanz (zum Beispiel ein Teil der NW-Kasernen) wurde abgerissen. Neu hinzugefügte Wohngebäude hatten ein Obergeschoss bestanden größtenteils aus Fachwerk mit Schwellbalken auf Bruchsteinsockel und Böden aus Stampflehm. Sie wurden bevorzugt hinter den Türmen errichtet. Aufgrund fehlender Dachziegel nimmt man an, dass sie entweder mit Stroh oder Holzschindeln abgedeckt waren. Die Burgunder stellten in unregelmäßiger Anordnung diese Fachwerkhäuser auf den bis dahin unbebauten Innenhof.
Die Kommandantur wurde zu einem dreischiffigen, basilikaähnlichen Gebäude umgestaltet und mit Wandmalereien dekoriert. Eine ausgedehnte Brandschicht aus der Zeit nach 425 markiert das Ende der zweiten Besiedlungsphase des Kastells. Die Verteidigungsanlagen wurden unbrauchbar gemacht und in den beiden Brunnenschächte Bauschutt entsorgt. In der Verfüllschicht des Südgrabens wurde eine Halbsiliqua aus der Regierungszeit des Kaisers Valentinian III. (419–455) geborgen.

### Phase 3
Die alamannische Nutzungsperiode hatte größtenteils zivilen Charakter. Die Bebauung des Kastells verlagerte sich nun deutlich in den Innenhof. Der Zerstörungsschutt wurde zunächst einplaniert, darüber errichtete man langrechteckige Fachwerkbauten mit Grundrissen nach römischem Vorbild deren Dächer nun auch wieder mit Ziegeln abgedeckt waren. Es fanden sich aber auch kleinere Gebäude. In die Ruine einer valentinianischen Kaserne an der NW-Mauer wurde eine – ebenfalls ziegelgedeckte Fabrica – eingebaut, in der Bruchglas und Altmetall zur Wiederverwendung eingeschmolzen wurde. Die Principia wurden in den 440er Jahren – oder evtl. auch erst im 6. Jahrhundert – zu einer einfachen Saalkirche umgebaut, der direkte Vorgängerbau der bis 1800 bestehenden St.-Georgs-Kirche, bis zum 15. Jahrhundert die Pfarrkirche von Alzey. Phase 3 erstreckte sich bis zur Mitte des 5. Jahrhunderts n. Chr.; dann wurden die Gebäude wieder durch einen Brand zerstört.

## Garnison
Im Zuge der diokletianischen Reichsreform, insbesondere nach der ab 297 erfolgten Neugliederung der römischen Provinzen, ging der nördliche Teil der Germania superior in der neuen Provinz Germania prima auf. Mogontiacum fungierte ab da auch als Sitz des neuen militärischen Befehlshabers, des Dux Germaniae primae, dem das Grenzheer (Limitanei) in diesem Abschnitt unterstand. Sein Amtsbereich wurde im 5. Jahrhundert auf zwei neue Befehlshaber aufgeteilt, laut der Notitia dignitatum den Dux Mogontiacensis und den Comes tractus Argentoratensis. Die Herkunft der Einheiten der Germania I ist – ebenso wie der Zeitpunkt ihrer Stationierung in der Provinz – umstritten. In der älteren Forschung wurde zumeist die Auffassung vertreten, dass die römische Grenzverteidigung im Bereich des Mainzer Dukats durch die im Jahr 406/407 eingedrungenen Germanenstämme weitgehend zerschlagen und die verbliebenen Einheiten der Limitanei den Comitatenses (mobiles Feldheer) eingegliedert wurden. In der jüngeren Forschung wird hingegen zum Teil die Meinung geäußert, dass die örtliche römische Verwaltung, gestützt auf germanische Föderaten, bis zur Mitte des 5. Jahrhunderts, möglicherweise sogar noch bis zum Ende des Weströmischen Reiches 476/480, handlungsfähig blieb. Die Garnisonen der Kastelle, in denen nur mehr foederati stationiert waren, scheinen als irreguläre Truppenverbände in der Notitia Dignitatum nicht auf.
| Zeitstellung   | Truppenname             | Bemerkung | Abbildung |
| -------------- | ----------------------- | --- | --------- |
| 4. Jahrhundert | Limitanei/Comitatenses  | Da das Lager wohl hauptsächlich als Etappenstation oder temporär genutzte Basis für Einsätze der Feldarmee gedacht war, dürfte es in der Frühzeit nur von einer kleinen regulären Wachmannschaft besetzt gewesen sein. Welche Einheit diese stellte, ist unbekannt. Die bisher ausgegrabenen Trachtbestandteile lassen auf eine heterogene Truppe unter römischen Kommando schließen.   |           |
| 5. Jahrhundert | Burgundische Foederaten | Bei der Besatzung die im ersten Drittel des 5. Jahrhunderts im Kastell stationiert war, handelte es sich vielleicht um Burgunden. Sie sind jedoch archäologisch nicht fassbar, da sie sich nur etwa 30 Jahre in der Germania I aufgehalten haben dürften. Nachgewiesen werden konnte unter anderem germanisches Fundgut wie ein Dreilagenkamm vom Typ Böhme D2, jedoch keine Militaria. |           |
| 5. Jahrhundert | Alamannische Foederaten | In der Spätphase des Kastells warb die weströmische Zentralregierung möglicherweise noch einmal alamannische Stammesverbände zum Schutz der Rheingrenze an. Ein Teil von ihnen wurde in Alzey stationiert. Vorstellbar wäre auch, dass die im Umland lebende provinzialrömische Bevölkerung das Kastell als Fluchtburg nutzte.                                                          |           |

## Verlauf des Donau-Iller-Rhein-Limes von Kastell Alzey bis zum Kastell Worms
Aufzählung und Beschreibung nach Liste Claudia Theune: 2004, S. 411–412.
| ON/Name           | Beschreibung/Zustand |  |
| ----------------- | --- |  |
| Burgus Zullestein | Im Jahre 1957 wurden bei Ölbohrarbeiten die Fundamente der mittelalterlichen Burg Stein (Hessen) im Steiner Wald, bei der Weschnitzbrücke, entdeckt. Zwischen 1970 und 1972 führte der Landesarchäologe Werner Jorns hier Ausgrabungen durch, bei der er auch auf römerzeitliches Mauerwerk stieß. Es handelte sich um die Reste eines valentinianischen Ländeburgus (errichtet um 370 n. Chr.) der die Mündung der Weschnitz in den Rhein überwachte und als Anlegestelle für die Rheinflotte diente. Der Name der römischen Besatzungstruppe ist unbekannt. Der Burgus stand in der Antike direkt am Ufer des Rheins bzw. der Mündung der Weschnitz, heute fließt er etwa in 500 Meter Entfernung an der Ausgrabungsstelle vorbei. Die Anlage wurde zwar nur wenige Jahrzehnte nach ihrer Fertigstellung von der römischen Armee wieder aufgegeben, aber vermutlich noch bis in die Karolingerzeit als Anlegeplatz für Schiffe genutzt. In Urkunden des 9. Jahrhunderts n. Chr. werden hier Hafenanlagen erwähnt. Um 806 scheint der Burgus als Schenkung an das Kloster Lorsch auf. Am Ende des 10. Jahrhunderts gelangte der „locus Stein“, in den Besitz des Wormser Bischofs. Es ist heute das älteste noch sichtbare Steingebäude im Landkreis Bergstraße. Die römischen Mauern wurden konserviert und zur näheren Erläuterung für den Besucher Schautafeln aufgestellt. Die schätzungsweise 800 Quadratmeter große Befestigung bestand aus einem fast quadratischen, 21,3 × 15,1 Meter großen – vermutlich zweistöckigen – Kernwerk mit zwei rechtwinkelig, nach etwa sechs Meter, zum Flussufer verlaufenden Flügelmauern, die zusätzlich im Mauerknick durch zwei Eck- und am Ufer durch zwei Anschlusstürme verstärkt waren. Dadurch entstand eine größere ummauerte Innenfläche die zum Weschnitzufer hin offen war. Die Länge der Anlegestelle betrug 42 Meter. Der zentrale Turm bestand aus zwei Meter dicken Mauern, und hatte ein mit Ziegeln gedecktes Satteldach. Zwischendecke und Dachstuhl wurden von zwei massiven Innenpfeilern getragen. Er diente als Unterkunft für die Besatzung und als Lagerraum. An seiner Nord-, Ost- und Südseite war die Befestigung zusätzlich von einem Graben umgeben. Die Befestigung wurde später von den Franken zur „villa Zullestein“ umgebaut. Das Kernwerk wurde dabei nach Südwesten verlängert. Über dem abgebrochenen südlichen Eckturm entstand ein saalartiges Gebäude. Daran schloss sich im Osten noch eine kleine Kapelle mit Apsis an. |  |
| Kastell Worms     | → Hauptartikel : Borbetomagus |  |

## Denkmalschutz
Das Kastell ist ein Bodendenkmal nach dem Hessischen Denkmalschutzgesetz. Nachforschungen und gezieltes Sammeln von Funden sind genehmigungspflichtig, Zufallsfunde an die Denkmalbehörden zu melden.

## Hinweis
Ein Teil der Kastellruine (Kasernen an der Westmauer) ist frei zugänglich und befindet sich in der Nähe des Gymnasiums am Römerkastell.